# Montigny-sur-Canne
Montigny-sur-Canne är en kommun i departementet Nièvre i regionen Bourgogne-Franche-Comté i de centrala delarna av Frankrike. Kommunen ligger i kantonen Châtillon-en-Bazois som tillhör arrondissementet Château-Chinon (Ville). År 2022 hade Montigny-sur-Canne 154 invånare.

## Befolkningsutveckling
Antalet invånare i kommunen Montigny-sur-Canne
| Referens: INSEE |